# Dugi Dol
Dugi Dol is een plaats in de gemeente Krnjak in de Kroatische provincie Karlovac. De plaats telt 88 inwoners (2001).